# فرنسيس ويد هيوز
فرنسيس ويد هيوز (بالإنجليزية: Francis Wade Hughes)‏ هو سياسي أمريكي، ولد في 20 أغسطس 1817 في الولايات المتحدة، وتوفي في 22 أكتوبر 1885. انتخب عضو مجلس ولاية بنسيلفانيا.